# Петров, Александр Алексеевич (актёр)
Александр Алексеевич Петров (24 марта 1922, Короськово, Московская губерния — 3 июля 2020, Москва) — советский и российский актёр театра и кино, народный артист РСФСР (1980). Участник Великой Отечественной войны.

## Биография
Александр Алексеевич Петров родился 24 марта 1922 года в многодетной (шесть детей) крестьянской семье в деревне Короськово Михневской волости Серпуховского уезда Московской губернии, ныне село входит в Городское поселение Михнево Ступинского района Московской области.
В начале 1930-х годов, когда Александр учился в четвертом классе, семья переехала в Москву, где отец, Алексей Дмитриевич, стал работать в карамельном цехе кондитерской фабрики «Красный Октябрь», а мать, Ксения Васильевна, — в гараже легковых автомобилей. Жили в Замоскворечье, рядом с Третьяковской галереей на Кадашёвской набережной. После школы работал подсобным рабочим вместе с отцом, занимался в драматическом кружке при фабрике.
С началом Великой Отечественной войны член ВЛКСМ А. А. Петров записался добровольцем и 13 августа 1941 года отправился в Шадринск, где получил воинскую специальность связиста. Прошёл всю войну в 49-м батальоне связи, преобразованном в 137-й Нижнеднестровский ордена Б. Хмельницкого отдельный полк связи. Механик кросса, сержант. Участвовал в битве за Сталинград, освобождал Одессу, Будапешт, Прагу, Вену, воевал в Югославии и Германии. Войну закончил в Вене. После войны продолжил службу на Одесском узле связи.
Член ВКП(б), в 1952 году партия переименована в КПСС.
В 1946 году был демобилизован и направлен на Второй государственный подшипниковый завод в службу подготовки производства.
В 1948—1952 годах учился в ГИТИСе (курс А. М. Лобанова и А. А. Гончарова).
С 1952 года играл в Центральном академическом театре Советской армии (ЦАТСА) (ныне — Театр Российской армии). За 50 лет творческой деятельности сыграл около 50 ролей.
Александр Алексеевич Петров умер 3 июля 2020 года в городе Москве. Похоронен на Митинском кладбище.

## Семья
- Отец — Алексей Дмитриевич Петров.
- Мать — Ксения Васильевна Петрова.
- Жена — Валентина Павловна Петрова (1917—2002).

## Творчество

### Роли в театре

#### Центральный театр Советской Армии
- 1957 — «Поднятая целина» М. А. Шолохова — Андрей Степанович Размётнов
- 1959 — «Барабанщица» А. Д. Салынского — Мика Ставинский
- 1961 — «Океан» А. П. Штейна — Платонов
- 1969 — «Дядя Ваня» А. П. Чехова — Иван Петрович Войницкий
- 1972 — «Тот, кто получает пощёчины» Л. Н. Андреева — Брике
- 1977 — «Комическая фантазия о жизни и смерти знаменитого барона Карла Фридриха Иеронима фон Мюнхгаузена» Г. И. Горина — Пастор
- 1984 — «Идиот» Ф. М. Достоевского — Иван Фёдорович Епанчин
- «Последнее свидание» А. М. Галина — Панкратов
- 1986 — «Статья» Р. Х. Солнцева — Харчев
- 1991 — «Игрок» Ф. М. Достоевского — Генерал
- 1997 — «Сердце не камень» А. Н. Островского — Потап Потапыч Каркунов
- 1999 — «Отелло» Шекспира — Брабанцио
- 2005 — «Давным-давно» А. К. Гладкова — Азаров
- «Не было ни гроша, да вдруг алтын» А.Н. Островского — Баклушин[4]
- «Сергей Лазо» — белый офицер
- «Светлый май» Л. Г. Зорина — Костромин
- «Учитель танцев» Лопе де Вега — Рикаредо
- «Крепость над Бугом» С. С. Смирнова — Воронин
- «Человек на все времена» Р. Болта — герцог Норфолк
- «Нашествие» Л. М. Леонова — Иван Тихонович Таланов
- «Семейный ужин в половине второго» В. В. Павлова — Тихон Семёнович
- «Севастопольский марш» Н. С. Скороход — Верёвкин
- «Царь Фёдор Иоаннович» А. К. Толстого — Дионисий[5]
- «Судьба одного дома»

## Фильмография

### Актёр
- 1963 — Сорок минут до рассвета — эпизод
- 1964 — Пядь земли[6]
- 1964 — Москва — Генуя — генерал
- 1965 — Рано утром — отец Алёши и Нади
- 1978 — Близкая даль — сосед
- 1986 — Перехват

### Телеспектакли
- 1968 — Неоконченная симфония — отец Шуберта
- 1973 — Ступени — Рубасов
- 1984 — Эхо — Артём Петрович Дыбов, секретарь обкома
- 1985 — Несмотря на преклонный возраст — Сергей Фёдорович Петров
- 1985 — Последнее свидание — Николай Панкратов, фронтовой друг Ермолаева
- 1987 — Анонимка — Хохлов, доктор
- 1987 — Статья — Харчев, председатель облисполкома
- 2002 — Сердце не камень — Потап Потапыч Каркунов, богатый купец

### Документальное кино
- 2012 — Людмила Фетисова. Запомните меня весёлой…

### Режиссёр
- 1973 — Ступени (телеспектакль)

## Награды и премии
- Народный артист РСФСР, 28 марта 1980 года.
- Заслуженный артист РСФСР, 16 января 1970 года[7].
- Орден Почёта, 2000 год.
- Орден Отечественной войны II степени (6 апреля 1985 года)[8].
- медали, в том числе
  - Медаль «За боевые заслуги», 13 июня 1945 года[9].
  - Медаль «За оборону Сталинграда».
  - Медаль «За победу над Германией в Великой Отечественной войне 1941—1945 гг.».
  - Медаль «За взятие Будапешта».
  - Медаль «За взятие Вены».
  - Медаль «За освобождение Праги».
- Нагрудный знак «Отличный связист», 7 февраля 1945 года